# Cairbre Nia-Fer
Cairbre Nia-Fer ['karʼbʼrʼe nʼia fʼer] („Cairbre, Sieger über alle Männer“), auch Corpri, Coirpre, Cairpre; Nioth Fer, Niafer, Niaper, Sohn des Rus Ruad, ist der Name eines Königs aus der keltischen Mythologie und Geschichte Irlands. Er wird zum ersten Mal im Buch von Armagh, einem Manuskript aus dem 9. Jahrhundert erwähnt. Seine Regierungszeit soll knapp vor der Zeitenwende gewesen sein.

## Mythologie
In der Táin Bó Cuailnge („Der Rinderraub von Cooley“) ist Cairbre Nia-Fer der König von Tara, Fedelm Noíchride, die Tochter des Königs von Ulster, Conchobar mac Nessa, seine Gattin und Erc mac Cairbri Niad-Fer der gemeinsame Sohn. Der König von Connacht, Ailill mac Máta, Gatte der Medb, wird als sein Bruder bezeichnet, dem er auch beim Krieg der Connachter gegen die Ulter zur Seite steht. In der Erzählung Cath Ruis na Ríg („Die Schlacht von Rosnaree“), einer Remscéla („Vorgeschichte“) der Táin Bó Cuailnge, wird er in einem Kampf gegen Conchobar von Cú Chulainn durch einen Speerwurf aus der Ferne getötet und enthauptet, noch bevor sein Körper den Boden berührt.
Sein Sohn Erc mac Cairbri schwört Conchobar Gehorsam, heiratet dessen Tochter Fínscoth und wird König von Tara. Später allerdings schließt Erc sich den Verschwörern an, die Cu Chulainn töten wollen (Lugaid Lága und die Kinder des Connachter Hexers Calatin), um den Tod seinen Vater zu rächen (siehe dazu Aided Chon Culainn, „Cú Chulainns Tod“).